# Współczynnik przepięć
Współczynnik przepięć {\displaystyle (k_{p})} – zazwyczaj stosunek najwyższej wartości chwilowej napięcia przepięcia do określonego poziomu napięcia odniesienia. Przyjęty poziom odniesienia zależy m.in. od czasu i miejsca wystąpienia przepięcia. Można więc za nie przyjąć wartość maksymalną napięcia znamionowego, najwyższe dopuszczalne napięcie robocze lub odpowiednie napięcie fazowe. Współczynnik przepięć jest miarą wartości przepięć.
Określany jest następującą zależnością:
{\displaystyle k_{p}={\frac {U_{np}}{U_{rm}^{'}}},}
gdzie:
{\displaystyle U_{np}} – amplituda napięcia przepięcia,
{\displaystyle U_{rm}^{'}} – najwyższe napięcie robocze urządzenia.
Natomiast w przypadku urządzeń elektroenergetycznych trójfazowych, gdzie napięcie {\displaystyle U_{rm}^{'}} określone jest jako międzyprzewodowe, a napięcie przepięcia jako fazowe, wzór na współczynnik przepięć przyjmuje następującą postać:
{\displaystyle k_{p}={\frac {{\sqrt {3}}U_{np}}{{\sqrt {2}}U_{rm}}}.}
Współczynnik przepięć przyjmuje różne wartości w zależności od rodzaju przepięcia, rodzaju urządzenia, a także miejsca, w którym wystąpiło przepięcie. Podobnie jak wartość napięcia przepięcia, tak też i dokładna wartość współczynnika przepięć podlega ocenie probabilistycznej, gdyż wpływające na niego zjawiska mają charakter losowy.
| Rodzaj przepięcia     | Ziemnozwarciowe | Dynamiczne | Rezonansowe | Manewrowe | Awaryjne | Bezpośrednie | Indukowane |
| {\displaystyle k_{p}} | 1,1–1,5         | 1,1–1,5    | 1,1–1,5     | 2–4       | 2–4      | >5           | >5         |

W praktyce na jego wartość można wpłynąć dobierając wystarczająco wytrzymałą izolację. Im większe jest napięcie znamionowe urządzenia, a tym samym koszt jego izolacji odpowiednio duży powinno się dążyć do jak największego i możliwego ograniczenia współczynnika przepięć. Przy najwyższych napięciach jego wartość powinna być mniejsza od 2.